# میودراگ یوانوویچ
میودراگ یوانوویچ (انگلیسی: Miodrag Jovanović؛ ۱۷ ژانویهٔ ۱۹۲۲ – ۱۴ دسامبر ۲۰۰۹) بازیکن فوتبال اهل یوگسلاوی بود.
از باشگاه‌هایی که در آن بازی کرده‌است می‌توان به باشگاه فوتبال پارتیزان و باشگاه فوتبال ستاره سرخ بلگراد اشاره کرد.
وی همچنین در تیم‌های ملی فوتبال صربستان و یوگسلاوی بازی کرده‌است.
وی در مسابقات بین‌المللی در مجموع برندهٔ ۱ مدال نقره شده‌است.